# Canale di Nāra

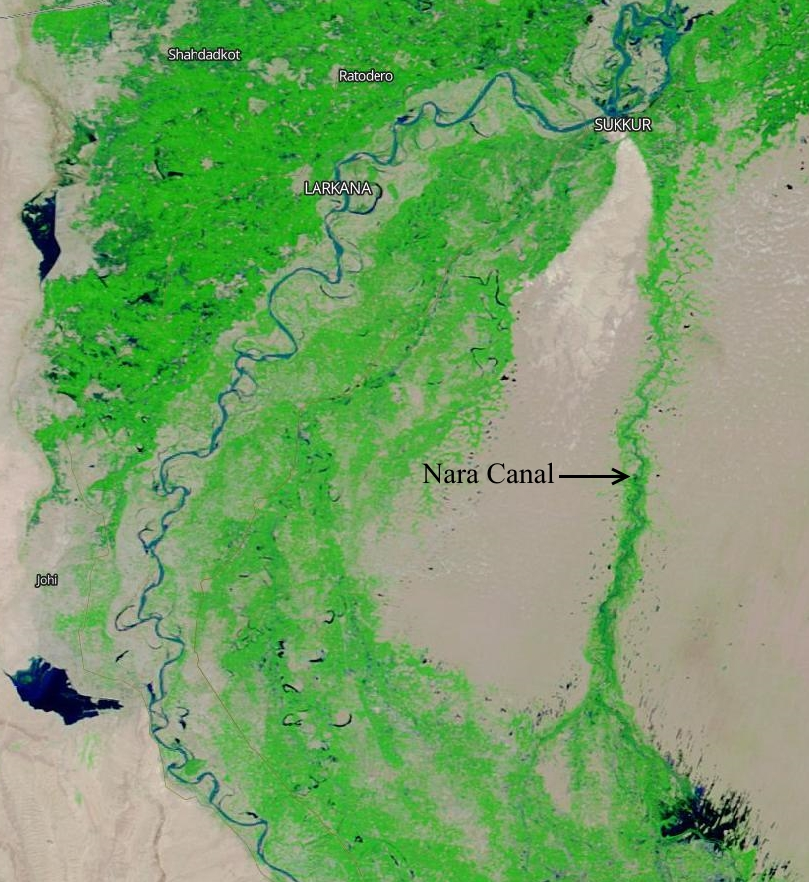
Il canale di Nāra origina dallo sbarramento di Sukkur, a est dell'Indo, e corre attraverso il deserto del Thar.

Il canale di Nāra è un importante canale artificiale nella provincia del Sindh, in Pakistan. Dalla sua origine a monte di Rohri, corre verso sud e scarica nel fiume Puran, un vecchio canale dell'Indo, che sfocia in mare più a sud attraverso il Rann di Kutch. A causa della quantità variabile di acqua apportata dal Nāra, nel 1858-59 esso venne collegato all'Indo a Rohri tramite un canale supplementare lungo 19 km. Il canale di Nāra consente di irrigare oltre 600.000 ettari di terreni. Con il suo canale principale, il Jāmrao, ha una lunghezza di 825 km e fornisce perennemente acqua a una serie di canali secondari che da esso si ramificano.